# Winifred Knights
Winifred Margaret Knights (Londres, 5 de junho de 1899 — Londres, 7 de fevereiro de 1947) foi uma pintora britânica. Entre suas obras mais notáveis estão O Casamento em Caná, produzido para a British School at Rome, que agora está no Museu da Nova Zelândia Te Papa Tongarewa, e sua vencedora na Rome Scholarship, O Dilúvio, agora mantida pela Tate Britain. O estilo de Knights foi muito influenciado pelo Quattrocento italiano e ela foi uma das várias artistas britânicas que participaram de um renascimento do imaginário religioso na década de 1920, embora mantendo alguns elementos de um estilo modernista.

## Biografia
Winifred Knights nasceu em 5 de junho de 1899 no subúrbio de Streatham, no sul de Londres. A partir de 1912, Knights frequentou a James Allen's Girls 'School em Dulwich, onde ela mostrou um talento artístico precoce. Ela seguiu uma formação artística formal na Slade School of Fine Art de 1915 a 1917 e novamente de 1918 a 1920, sob a tutela de Henry Tonks e Frederick Brown. Durante a Primeira Guerra Mundial, Knights ficou traumatizada após testemunhar uma explosão em Silvertown em uma fábrica de processamento de TNT em janeiro de 1917, o que levou a uma interrupção em seus estudos, onde ela se refugiaria na fazenda dos primos de seu pai em Worcestershire. No final da guerra, retornando a Slade, Knights começou a recorrer a temas pessoais para inspirar seu trabalho, incluindo guerra e paz, cidade e país e o estatuto social de homens e mulheres. Em 1919, Knights pintou Deixando o Trabalho de Munições e ganhou o Slade Summer Composition Prize pela pintura Mill Hands em Greve. No ano seguinte, ela se tornou a primeira mulher na Inglaterra a ganhar a prestigiosa bolsa de estudos em pintura decorativa concedida pela British School at Rome com sua pintura aclamada pela crítica, O Dilúvio. Em 1920, ela ficou noiva de seu colega estudante Arnold Mason e se mudou para a Itália para completar sua bolsa de estudos, morando em Anticoli Corrado, uma pequena vila ao sul de Roma. Em 1922, a Tate Britain comprou uma paisagem italiana pintada por Knights. Ela permaneceu em Roma de 1920 a 1925. O relacionamento com Mason terminou e ela se casou com o fellow Thomas Monnington em 23 de abril de 1924. Sua primeira grande obra em Roma, O Casamento em Caná, foi concluída em 1923. A pintura viajou internacionalmente antes de ser relegada para armazenamento na Tate e, mais tarde, para uma escadaria inacessível no escritório da British School em Londres. Devido ao seu grande tamanho, coleções do Reino Unido como a Tate e o Museu Fitzwilliam em Cambridge não aceitaram ofertas para adicionar a pintura às suas coleções permanentes. Eventualmente, em 1958, a pintura foi presenteada pela British School em Roma para a National Art Gallery da Nova Zelândia.
Knights retornou à Slade nos anos 1926-27 e expôs na Galeria Imperial em Kensington e na Galeria Duveen. No período 1928-33, Knights executou a peça de altar Cenas da Vida de São Martinho de Tours para a Milner Memorial Chapel na Catedral de Cantuária. Em 1929, Knights foi eleita para o New English Art Club, mas nunca expôs suas obras com eles. Em 1933, Stephen Courtauld e sua esposa Virginia compraram o Palácio de Eltham. Eles contrataram Knights e Monnington, que colaboraram com o designer de interiores sueco Rolf Engströmer e o decorador italiano Peter Malacrida, para trabalhar na decoração dos interiores do edifício.
Knights morreu de um tumor cerebral em Londres em 1947 aos 47 anos. A primeira grande retrospectiva de Winifred Knights foi realizada na Dulwich Picture Gallery de junho a setembro de 2016.

## O Dilúvio

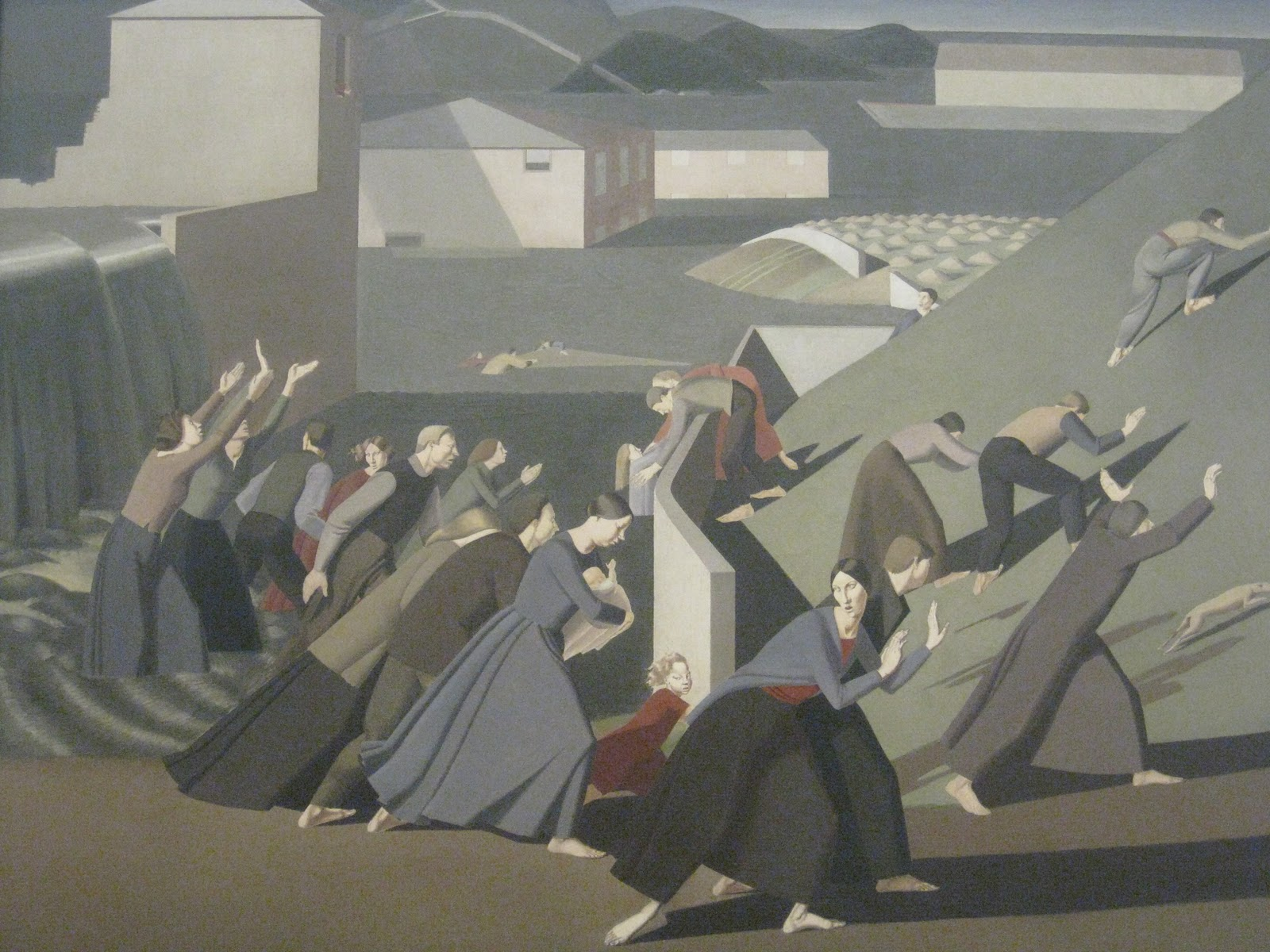
O Dilúvio (1920) de Winifred Knights

Para concorrer à bolsa de estudos para Roma, os alunos foram convidados a pintar uma cena do Dilúvio, em óleo ou têmpera medindo 1,8 x 1,5 metros e que deveria ser concluída em um período de oito semanas (começando em 5 de julho). O painel de dez juízes incluiu George Clausen, John Singer Sargent, Philip Wilson Steer e David Young Cameron. A representação do dilúvio por Knights passou por várias versões, incluindo uma cena em primeiro plano de Noé e sua família carregando os animais na Arca. No entanto, como o tempo se esgotou, Knights foi forçada a simplificar sua composição com pessoas fugindo das águas subindo e escapando para terras mais altas, a Arca de Noé pode ser vista à distância, à direita. A mãe de Knights serviu de modelo para a figura central carregando um bebê e seu então parceiro Arnold Mason posou para a figura masculina ao lado dela e para o homem escalando a colina. Knights se retratou como a figura no centro à direita do primeiro plano. O Dilúvio foi exibido no Pavilhão Britânico na Exposição de Paris de 1925.

## Vestido
Knights era conhecida por seu vestido distinto, uma versão estilizada do traje camponês italiano do século XIX, caracterizado por uma saia larga até os tornozelos, uma blusa simples abotoada, um chapéu preto de aba larga e colar e brincos de coral. Várias pinturas de Knights incluem autorretratos, incluindo O Dilúvio e O Casamento em Caná. Knights podem ser vista em primeiro plano em O Dilúvio e é a terceira figura à esquerda, sentada à mesa em O Casamento em Caná, em ambas as pinturas Knights se retrata usando roupas distintas.

## Galeria

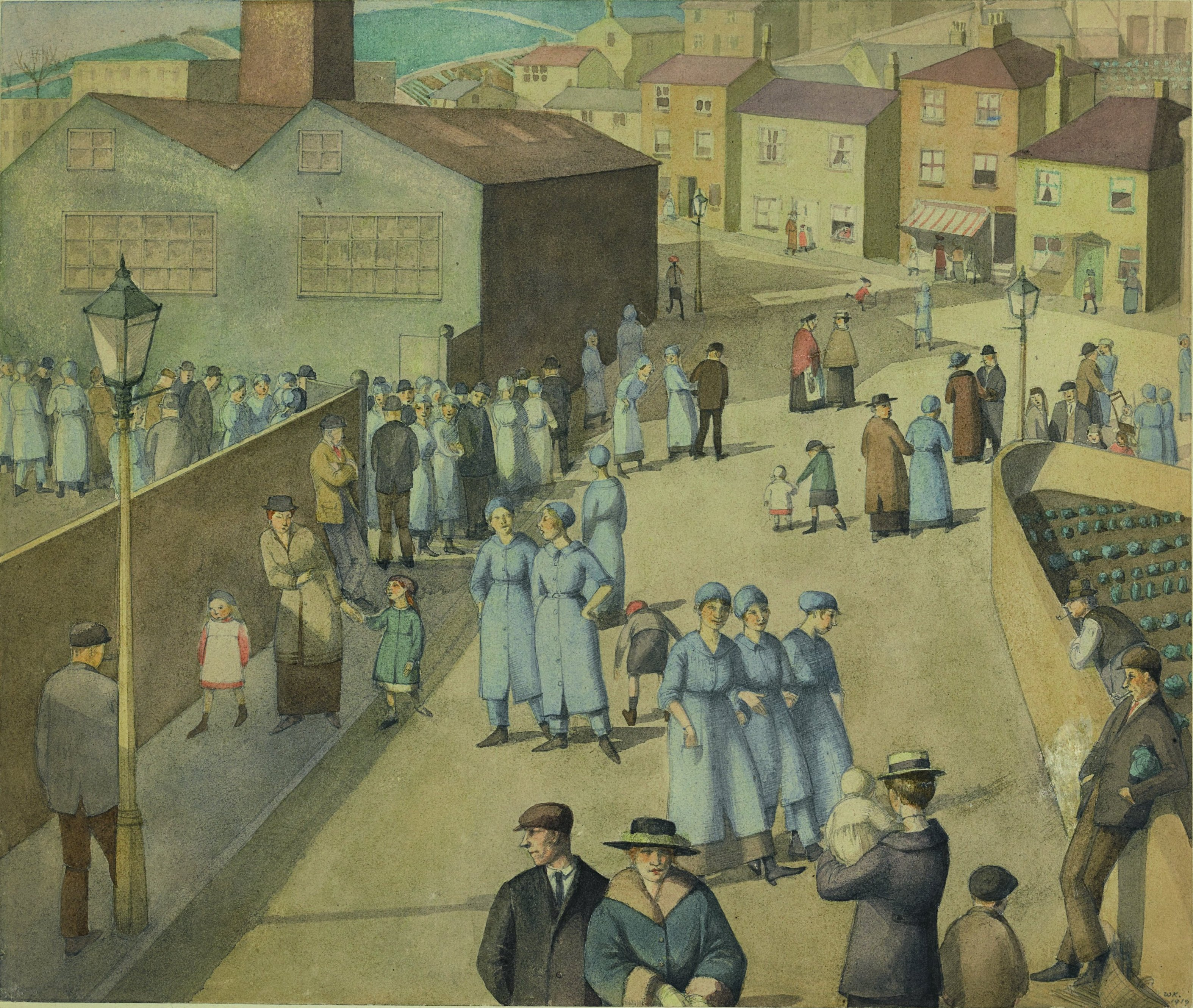
Deixando o Trabalho de Munições (1919)
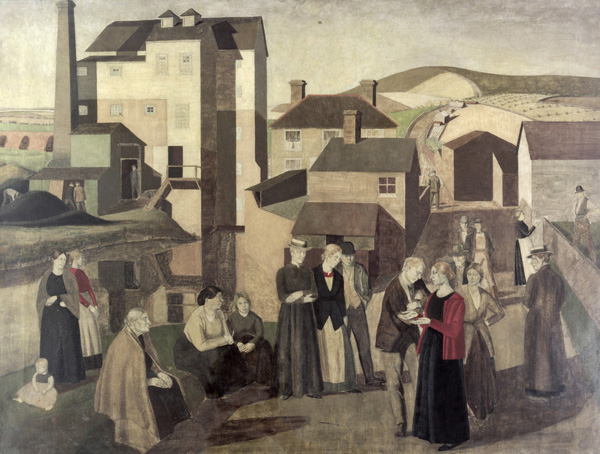
Mill Hands em Greve (1919)
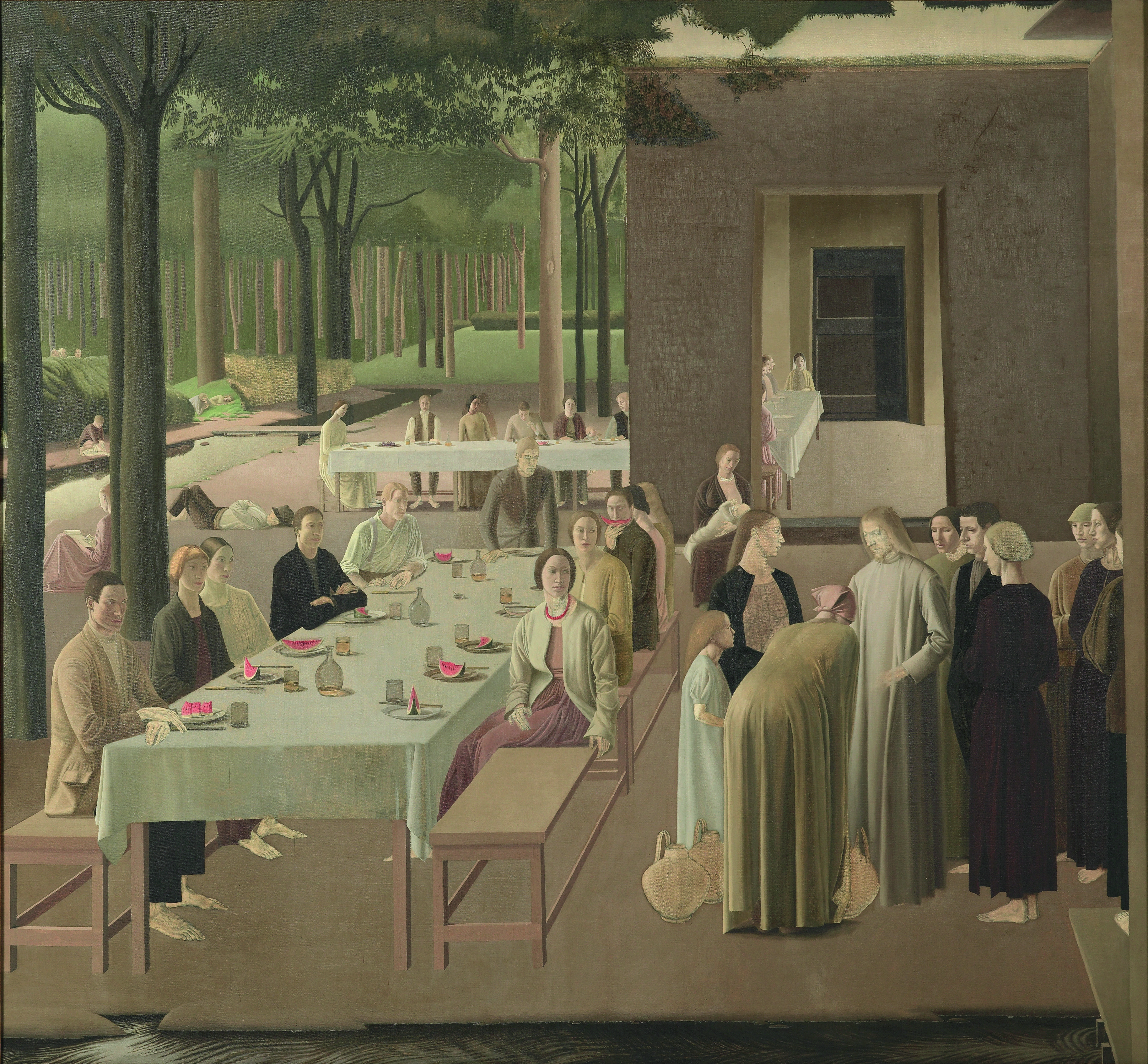
O Casamento em Caná (1923)
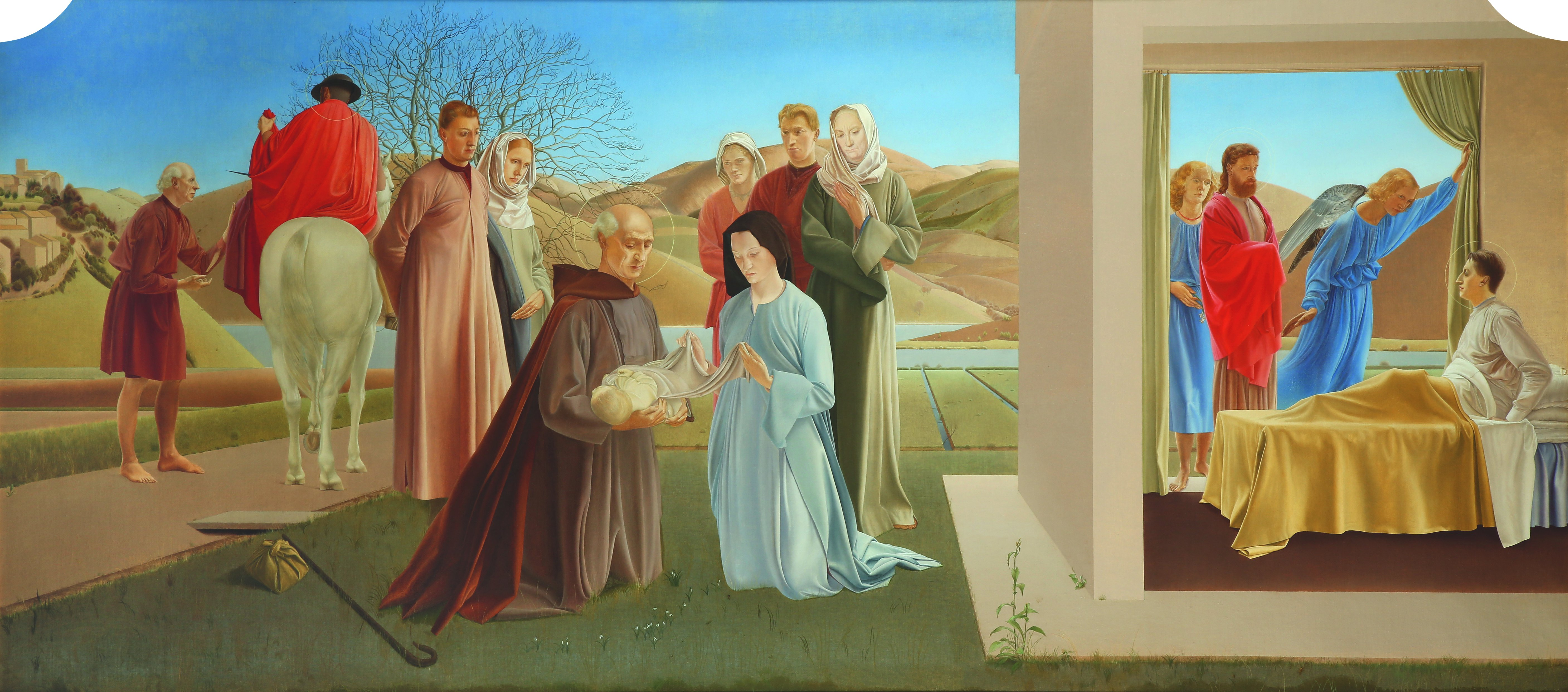
Cenas da Vida de São Martinho de Tours (c. 1930)